# A Breed Apart (filmzene)
Az A Breed Apart című lemez Maurice Gibb azonos című filmhez készült filmzenéje. A lemez LP-n elkészült, de nem adták ki. 2005-ben CD-n, jelentős tartalombővüléssel adták ki. A dupla CD-s kiadás első lemezén – ahogy a filmben elhangzik- a mozifilm teljes zeneanyaga hallható az összekötő-szövegekkel együtt. A második CD-n a zeneszámok stúdióváltozata lett rögzítve, valamint számos dal Maurice Gibb DEMO felvételeiből.

## Az album dalai
LP
1. A Breed Apart (Maurice Gibb) – 2:10
2. Jim's Theme (Maurice Gibb) – 3:17
3. Solitude (Maurice Gibb) – 2:40
4. The Intruders (Maurice Gibb) – 3:46
5. On Time (Maurice Gibb) – 3:00
6. Mike And The Mountain (Maurice Gibb) – 1:39
7. Adam's Dream (Maurice Gibb) – 4:03
8. A Touch Apart (Maurice Gibb) – 3:22
9. The Breed Ending (Maurice Gibb) – 2:30
10. Hold Her In Your Hand (Barry és Maurice Gibb) – 4:23

CD 1:
1. Hold her in your hand (45 single version)
2. A breed apart
3. Jim's theme
4. The intruders (the hunters)
5. A breed apart (the hunted)
6. The intruders (the protector)
7. The intruders (the eggman)
8. Solitude (obsession)
9. Solitude (greed)
10. Adam's dream (touch me)
11. Turn, turn, turn
12. Hold her in your hand (slow dance)
13. The intruders (wakeup)
14. The intruders (revenge)
15. Mike and the mountain (surveying)
16. Solitude (surveying)
17. Solitude (the deception)
18. Mike and the mountain (special occasions)
19. A breed apart
20. The intruders (return for revenge)
21. The intruders (firebomb)
22. On time
23. A touch apart (friendship)
24. The intruders (birds view)
25. Jim's theme (Adam call)
26. Jim's theme / The intruders
27. Solitude (the explanation)
28. A touch apart
29. The intruders (the goal)
30. A breed apart (greed factor)
31. Mike and the mountain (the climb)
32. Solitude (get out of here)
33. Solitude (waste of time)
34. Breed ending
35. Mike and the mountain (the story)
36. Breed ending / Hold her in your hand
37. Hold her in your hand (b side of single)

CD 2:
1. Hold her in your hand (alternate mix/speed corrected)
2. A breed apart
3. Jim's theme
4. Solitude
5. The intruders
6. On time (80's remake)
7. Mike and the mountain
8. Adam's dream
9. A touch apart
10. The breed ending
11. Hold her in your hand (instrumental edited ending version)
12. Hold her in your hand (extended long mix) 6.57
13. On time (1970)
14. Alabama (1971)
15. Touch and understand love (1970)
16. Back to the people (1971) with Bill Lawrie
17. Give me a glass of wine (1971)
18. British morning show 1987 (Maurice and Robin)

## A számok rögzítési ideje
- 1984 február: Gold Star, Los Angeles: A Breed Apart, Jim's Theme, Solitude, The Intruders, Mike And The Mountain, Adam's Dream, A Touch Apart, The Breed Ending
- 1984. szeptember: Middle Ear Stúdió, Miami Beach: Hold Her In Your Hand
- 1984. első félév: Middle Ear Stúdió, Miami Beach On Time:

## Közreműködők
- Maurice Gibb – gitár, billentyűs hangszerek, ének